# 杜羅特里吉人

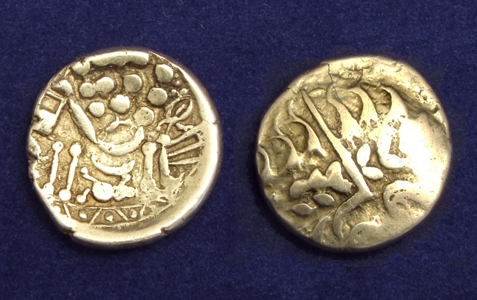
杜羅特里吉人的金幣，右側的是馬，左側的是阿波羅

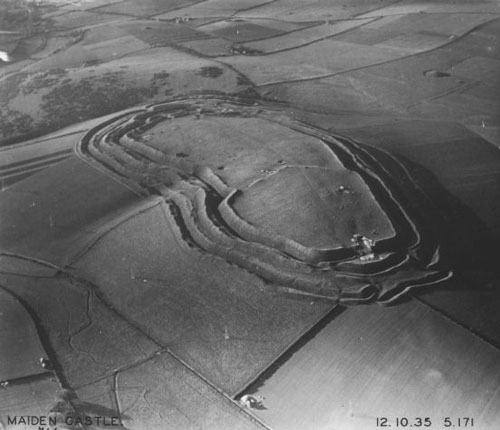
梅登城堡在當時杜羅特里吉人的領土內

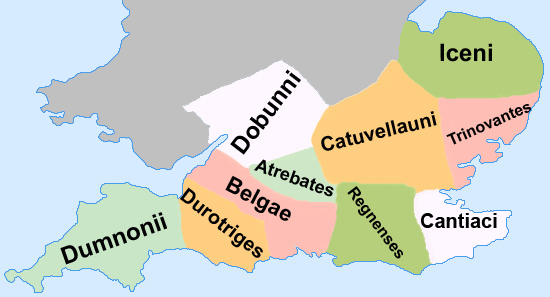
杜羅特里吉人和其鄰居們的分佈

杜羅特里吉人（Durotriges）是凱爾特人在英國羅馬入侵時代的一個分支。其生活範圍大致在今天的多塞特郡、南威爾特郡、南薩默塞特郡和阿克斯河以東的德文郡。羅馬人入侵之後，其主要生活中心（civitates）是Durnovaria（今多爾切斯特）和Lindinis（今伊爾切斯特）。
相較一個部落來說，杜羅特里吉人更像是一個部落聯盟。 在羅馬人入侵後發展出了鑄幣制度，這些鑄幣較為簡陋，沒有銘文，因此連金幣的發行者也無法確認。杜羅特里吉人的社會較為穩定，主要以農業為基礎。 杜羅特里吉人的分佈範圍也主要是依照鑄幣發現地來確定的， 他們的北邊和東邊是貝爾蓋人。

## 擴展閱讀
- Martin Papworth, (2011), The Search for the Durotriges: Dorset and the West Country in the Late Iron Age. The History Press. ISBN 0752457373
- Paul Cheetham Ellen Hambleton, Miles Russell and Martin Smith (2013), Digging the Durotriges: Life and Death in Late Iron Age Dorset. Current Archaeology 281, 36-41.

## 外部連結
- Durotriges Big Dig （页面存档备份，存于）
- Durotriges （页面存档备份，存于） at Roman-Britain.org （页面存档备份，存于）
- Durotriges at Romans in Britain
- Durotriges Project